# Bamenda
Bamenda is de regiohoofdstad van Nord-Ouest in Kameroen en binnen die regio tevens de departementshoofdplaats van Mezam. Het is, samen met Buéa, de enige grote Engelstalige stad in Kameroen. De stad telt 348.766 inwoners (2012). In de agglomeratie wonen ongeveer 2 miljoen mensen. Het is een van de grote bolwerken van de oppositie.
Bamenda is sinds 1970 de zetel van een rooms-katholiek bisdom en sinds 1982 de zetel van een aartsbisdom.

## Partnersteden
- Dordrecht (Nederland)

## Geboren
- Andy Allo (1989), actrice
- Lewis Enoh (1992), voetballer
- Collins Fai (1992), voetballer
- Stephen Sama (1993), voetballer